# Lista de países da América Central por PIB (PPC)

Esta é a lista de países da América Central Ístmica (América Central continental que liga a América do Norte à América do Sul) feiita pelo Produto Interno Bruto (PIB) em Paridade do poder de compra (PPC). Os valores são estimativas de 2025 segundo o World Economics Reaserch  e Belize pela lista do Fundo Monetário Internacional . A população é uma estimativa do Fundo Monetário Internacional  para o ano de 2024. 

## Lista de países da parte Ístmica da América Central
| Rank | País                    | PIB (PPC) milhões US | PIB per capta US | População  | Área em km2 | Ano  | Ref.  |
| ---- | ----------------------- | -------------------- | ---------------- | ---------- | ----------- | ---- | ----- |
| 1    | Guatemala               | 350 980              | 19 391           | 18 100 000 | 108 889     | 2025 | [ 1 ] |
| 2    | Panamá                  | 254 830              | 55 761           | 4 570 000  | 75 417      | 2025 | [ 1 ] |
| 3    | Costa Rica              | 186 589              | 34 682           | 5 380 000  | 51 100      | 2024 | [ 4 ] |
| 4    | Honduras                | 119 780              | 11 040           | 10 850 000 | 112 492     | 2025 | [ 1 ] |
| 5    | El Salvador             | 110 700              | 17 243           | 6 420 000  | 21 041      | 2025 | [ 1 ] |
| 6    | Nicarágua               | 83 590               | 12 257           | 6 820 000  | 130 373     | 2025 | [ 1 ] |
| 7    | Belize                  | 6 451                | 15 360           | 420 000    | 22 966      | 2025 | [ 2 ] |
|      | América Central Ístmica | 1 112 920            | 21 174           | 52 560 000 | 522 278     |      |       |